# Anisopleura lestoides
Anisopleura lestoides – gatunek ważki z rodziny Euphaeidae.